# Cleora aculeata
Cleora aculeata är en fjärilsart som beskrevs av Fletcher 1967. Cleora aculeata ingår i släktet Cleora och familjen mätare. Inga underarter finns listade i Catalogue of Life.